# اتحاد بني دوالة
الاتحاد الرياضي بني دوالة هو فريق كرة قدم جزائري تأسس في بني دوالة خلال عام 1981م ضمن ولاية تيزي وزو ومنطقة القبائل وعروش زواوة.

## التاريخ
نشط اتحاد بني دوالة لقاء ثمن النهائي من كأس الجزائر أمام مولودية قسنطينة خلال موسم 2014م.
ونشط الفريق خلال موسم 2016-2017 [الفرنسية] في الرابطة الوطنية لكرة القدم هواة.
وقد التحق النادي خلال عام 2016م لأول مرة بالرابطة الوطنية لكرة القدم هواة.
واستطاع خلال نفس السنة من الوصول إلى الدور ثمن النهائي من كأس الجزائر أين تم إقصاؤه من طرف نادي مولودية الجزائر.
وتوج اتحاد بني دوالة خلاتل عام 2017م بلقب مرحلة الذهاب عقب الجولة الخامسة عشرة من البطولة الوطنية للهواة، في مجموعة الوسط، بعد فوزه خارج ميدانه أمام شبيبة جيجل.
كما تصدر الفريق مجموعة الهواة خلال عام 2017م بعد فوزه على حساب الجيل الصاعد لحي الجبل [الفرنسية].

## الألقاب
- الرابطة ما بين الجهات لكرة القدم
  - بطل مجموعة وسط-شرق: 2016م